# Newgate

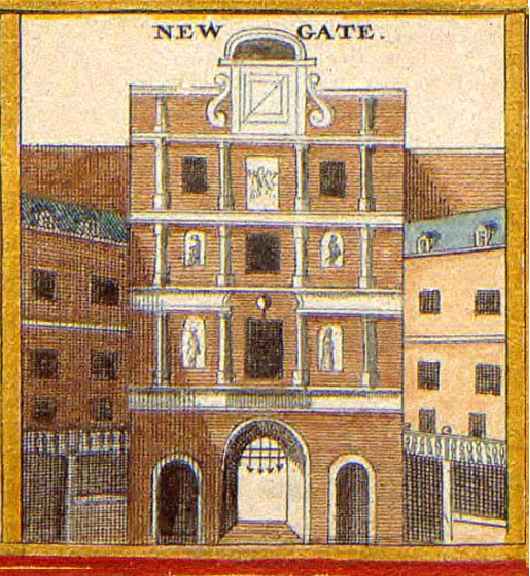
Illustrazione della porta di Newgate da una mappa di Londra del 1690.

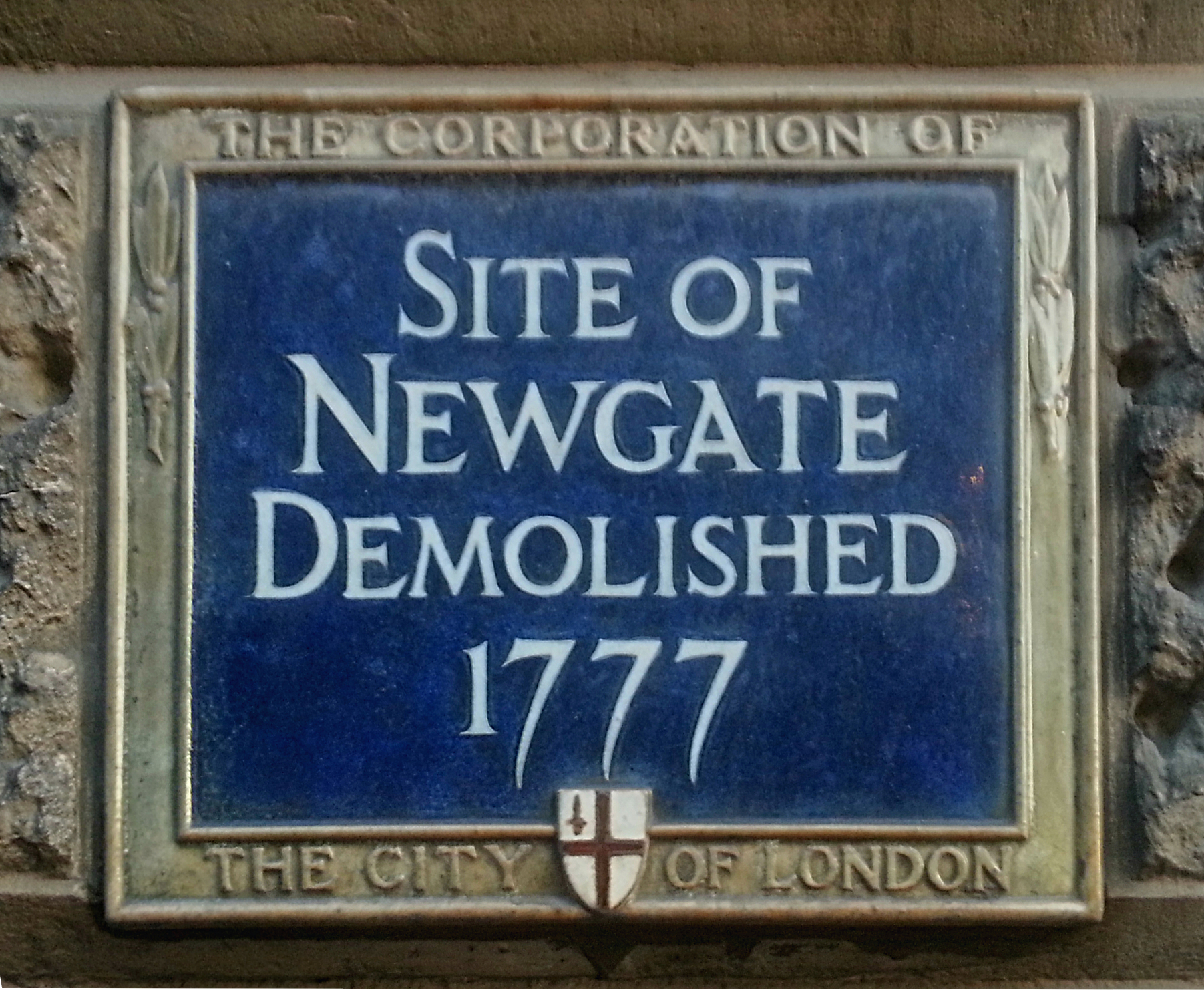
Targa commemorativa della porta di Newgate

Newgate era una porta nella zona ovest del London Wall, le mura costruite dai romani attorno alla città di Londinium. Essa si trovava fra Ludgate e Aldersgate e serviva da prigione. L'Old Bailey si trova attualmente sul sito dell'antica porta romana.
L'anno esatto della costruzione non è noto e scavi archeologici realizzati negli anni 1875, 1903 e 1909, hanno rivelato la presenza di una porta del tipo di quelle romane. Comunque venne appurato che essa fu costruita su circa un metro di rifiuti che si erano accumulati sulle antiche mura romane. Si è stimato che potrebbe risalire all'875 anche se altri ritengono che possa essere stata edificata da Enrico I o Re Stefano (1100-1154).
Qualcuno sostiene che la new gate venne ricostruita a seguito della distruzione della chiesa di St Paul's bruciata nel 1087. La ricostruzione richiese un'area più vasta e così rese difficile il transito attraverso Ludgate. La new gate evitava di passare per la  new St Paul's. Questa teoria è compatibile soltanto con le situazioni del XII secolo ma non può essere confermata.
La porta venne usata anche come prigione per i debitori di Middlesex e Londra ma anche per quelli provenienti dai sobborghi viciniori.
A nord ci sono le rovine della Christ Church Greyfriars, distrutta durante la Seconda Guerra Mondiale e non più ricostruita; a sud Paternoster Square e la Cattedrale di Saint Paul.